# Kostiucikî, Koriukivka
Kostiucikî (în ucraineană Костючки) este un sat în comuna Tiutiunnîțea din raionul Koriukivka, regiunea Cernihiv, Ucraina.

## Demografie
Componența lingvistică a localității Kostiucikî
     Ucraineană (98,53%)
     Alte limbi (1,48%)
Conform recensământului din 2001, majoritatea populației localității Kostiucikî era vorbitoare de ucraineană (98,53%), existând în minoritate și vorbitori de alte limbi.